# Селиваново (Волховский район)
Селива́ново — посёлок в Волховском районе Ленинградской области. Административный центр Селивановского сельского поселения.

## История
Посёлок Селиваново основан в 1929 году в связи с разработкой Селивановского торфяного месторождения, организацией Селивановского торфопредприятия и прокладкой узкоколейной железной дороги до Сясьского ЦБК.
В 1932 году в посёлке открылись: средняя школа, ФЗУ, Дом культуры, и стадион.
Посёлок учитывается областными административными данными с 1 января 1937 года в составе Низинского сельсовета Волховского района.

Посёлок Селиваново на карте 1940 года

Согласно топографической карте РККА 1940 года посёлок состоял из трёх частей: Селиваново № 1, Селиваново № 2 (современный посёлок) и расположенного к северу от них, ныне не существующего Селиваново № 3.
С 1946 года в составе Новоладожского района.
В 1961 году население посёлка составляло 1157 человек.
С 1963 года вновь в составе Волховского района.
По данным 1966 и 1973 годов посёлок Селиваново также входил в состав Низинского сельсовета.
В конце 1970-х годов центр Низинского сельсовета был перенесён в посёлок Селиваново, а сельсовет переименован в Селивановский.
По данным 1990 года посёлок Селиваново являлся административным центром Селивановского сельсовета, в который входили 11 населённых пунктов общей численностью населения 1386 человек. В самом посёлке проживали 1254 человека.
В 1997 году в посёлке Селиваново Селивановской волости проживали 1034 человека, в 2002 году — 892 человека (русские — 95 %).
С 1 января 2006 года, в соответствии с областным законом № 56-оз от 6 сентября 2004 года «Об установлении границ и наделении соответствующим статусом муниципального образования Волховский муниципальный район и муниципальных образований в его составе», посёлок Селиваново является центром Селивановского сельского поселения.
В 2007 году в посёлке Селиваново Селивановского СП проживали 1085 человек.

## География
Посёлок расположен в северо-восточной части района на федеральной автодороге Р21 (E 105) «Кола» (Санкт-Петербург — Петрозаводск — Мурманск).
Расстояние до районного центра — 68 км.
Ближайшая железнодорожная платформа — Телжево (159 км) на линии Санкт-Петербург — Петрозаводск.

## Демография
| 2007 | 2010 | 2017 |
| ---- | ---- | ---- |
| 1085 | ↘976 | ↘943 |

### Национальный состав
Согласно данным Всероссийской переписи населения 2021 года в посёлке проживали 876 человек, из них:
 русские — 827, киргизы — 8, армяне — 6, молдаване — 4, чеченцы — 4, узбеки — 3, белорусы — 2, грузины — 2, таджики — 2, украинцы — 2, азербайджанцы — 1, литовцы — 1, другие национальности — 7 человек, остальные национальность не указали.

## Инфраструктура
В посёлке расположены:
- муниципальное общеобразовательное учреждение «Селивановская основная общеобразовательная школа»;
- детский сад;
- Дом культуры;
- библиотека;
- фельдшерско-акушерский пункт;
- почтовое отделение связи;
- футбольный стадион;
- медицинская клиника «Первая Помощь»;

## Улицы
Мира, Новая, Первомайская, Подстанция, Советская, Торфяников, Футбольная, Школьная.